# Tammela
Tammela är en kommun i landskapet Egentliga Tavastland i Finland. Tammela har 5 967 invånare och har en yta på 715,14 km². 
Grannkommuner är Forssa, Tavastehus, Jockis, Högfors, Lojo, Loppis, Somero och Urdiala. Tammela är enspråkigt finskt.

## Historia
Tammela kapell har avskilts från Vånå eller Hattula kyrksocknar. Tammela förvaltningssocken bildades under första hälften av 1400-talet samtidigt som kapellsocknen. Kapellet låg på 1400-talet under Somero kyrksocken. En egen kyrksocken blev Tammela år 1492 men den nämns första gången år 1512. Tammela kyrkas äldre del är uppförd i sten 1535-1550 och utgör byggnadens östra del, som kan urskiljas då den är smalare än det övriga långskeppet. Den ursprungliga kyrkans västra vägg och östra gavel revs, liksom sakristian, på 1780-talet.  Bland medeltida inventarier märks sju träskulpturer.  

## Politik

### Mandatfördelning i Tammela kommun, valen 1976–2021
| 5 | 6 | 10 | 6 |

| 4 | 6 | 10 |  | 6 |

| 3 | 7 |  | 10 | 6 |

| 2 | 7 | 11 | 7 |

| 2 | 8 |  | 10 | 6 |

| 2 | 7 |  | 11 | 6 |

| 2 | 6 |  | 12 | 6 |

| 2 | 7 |  | 13 | 4 |

| 15 | 12 |

| 3 | 5 |  | 11 |  | 6 |

| 14 | 13 |

| 2 | 6 |  |  | 10 |  | 6 |

| 15 | 12 |

|  | 6 |  | 3 |  | 10 | 5 |

| 18 | 9 |

| 5 |  | 3 | 3 | 8 |  | 6 |

| 16 | 11 |

## Demografi

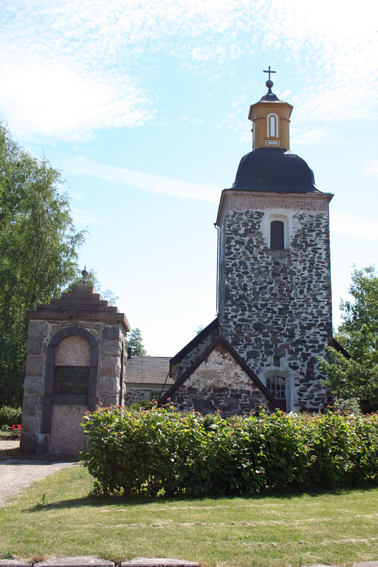
Tammela stenkyrka.

### Befolkningsutveckling
| Befolkningsutvecklingen i Tammela kommun 1975–2020                                                           | Befolkningsutvecklingen i Tammela kommun 1975–2020 | Befolkningsutvecklingen i Tammela kommun 1975–2020 | Befolkningsutvecklingen i Tammela kommun 1975–2020 | Befolkningsutvecklingen i Tammela kommun 1975–2020 |
| --- | -------------------------------------------------- | -------------------------------------------------- | -------------------------------------------------- | -------------------------------------------------- |
| |                                                    |                                                    |                                                    |                                                    |
| År |                                                    |                                                    | Folkmängd                                          |                                                    |
| 1975 | 1975                                               |                                                    | 5 683                                              |                                                    |
| 1980 | 1980                                               |                                                    | 5 561                                              |                                                    |
| 1985 | 1985                                               |                                                    | 5 651                                              |                                                    |
| 1990 | 1990                                               |                                                    | 5 912                                              |                                                    |
| 1995 | 1995                                               |                                                    | 6 156                                              |                                                    |
| 2000 | 2000                                               |                                                    | 6 362                                              |                                                    |
| 2005 | 2005                                               |                                                    | 6 505                                              |                                                    |
| 2010 | 2010                                               |                                                    | 6 591                                              |                                                    |
| 2015 | 2015                                               |                                                    | 6 280                                              |                                                    |
| 2020 | 2020                                               |                                                    | 6 016                                              |                                                    |
| Anm: Uppgifterna avser förhållandena den 31 december nämnda år enligt områdesindelningen den 1 januari 2022. |                                                    |                                                    |                                                    |                                                    |